# Susanne Brenner
Susanne Cecelia Brenner é uma matemática estadunidense. Sua área de trabalho é o método dos elementos finitos e técnicas relacionadas à solução numérica de equações diferenciais.
É professora da Cátedra Michael F. and Roberta Nesbit McDonald da Universidade do Estado da Luisiana (LSU), presidente do comitê editorial do periódico Mathematics of Computation.
Graduada em matemática na Universidade Stony Brook, onde obteve um mestrado em 1982. Obteve um Ph.D. na Universidade de Michigan em 1988, orientada por Jeffrey Rauch e Larkin Ridgway Scott, com a tese "Multigrid Methods for Nonconforming Finite Elements". Foi professora da Universidade Clarkson e da Universidade da Carolina do Sul, antes de ir para a LSU em 2006. É autora com L. R. Scott do livro The Mathematical Theory of Finite Element Methods (Springer-Verlag, 1994; 3ª edição, 2008).
É fellow da Society for Industrial and Applied Mathematics, da American Mathematical Society, e da Associação Americana para o Avanço da Ciência.